# Schiedamse Schie
De Schiedamse Schie is een waterloop tussen Overschie en Schiedam. De Schiedamse Schie is het oorspronkelijke verloop van de Schie; in de middeleeuwen zijn de Delfshavense Schie en de Rotterdamse Schie tussen de Schie en de Nieuwe Maas gegraven.
De Schiedamse Schie is 3 kilometer lang en loopt vanaf het punt waar de Delfshavense Schie uitkomt in de Delftse Schie tot aan Beurssluis in het centrum van Schiedam. De Schiedamse Schie wordt weinig bevaren; de beroepsvaart tussen Delft en de Nieuwe Maas volgt de Delfshavense Schie. Over de Schiedamse Schie ligt bij de Spaanse Polder een rolbrug, een van de laatste exemplaren van dit type brug.
De Schiedamse Schie is rond 1250 afgedamd. Bij deze plaats ontstond de nederzetting die in eerste instantie Nieuwerdam werd genoemd. In 1264 maakte Schiedam zich los van Overschie en het kreeg in 1275 stadsrechten.

## Bruggen over de Schiedamse Schie
Aangegeven is de afstand in kilometers vanaf de Schie:
- Oost-Abtsbrug (0.4)
- Rolbrug bij Huis te Riviere (0.7)
- 's-Gravelandbrug (1.4)
- Delflandbrug (2.0)
- Spoorbrug en brug A20 (2.3)
- Metrobrug (2.3)
- Brandersbrug (2.4)
- Proveniersbrug, Overschieseplein (2.7)
- Ooievaarsbrug (3.0)
- Beursbrug (3.2)

### Bruggen tussen de Beurs en de Nieuwe Maas
- Appelmarktbrug (3.4)
- Taanbrug
- Koemarktbrug (3.9)
- Koninginnebrug, Schiedam (4.9)